# Gulielmus Abselius
Gulielmus Abselius (Breda, ca. 1405 - Edingen, 4 augustus 1471) of Willem Absel, was een Zuid-Nederlands kartuizer en geestelijk schrijver.

## Levensloop
Absel behoorde tot een aanzienlijke familie in Breda. Hij ging studeren in Leuven en behaalde in 1529 de graad van baccalaureus in de artes.
Nadat hij in 1431 intrad in het kartuizerklooster van La Chapelle in Edingen, werd hij er bekend als boekbinder en koperdrijver.
Door het generaal kapittel werd hij prior benoemd in het kartuizerklooster in Brugge. Hij bleef dit tot in 1465 en keerde toen naar zijn klooster in Edingen terug.
Hij werd beroemd door zijn geschriften die, via de beginnende druk, na zijn dood bekendheid verwierven.
Hij was een kloosterling met grote godsvrucht, die, ervaren in vele wetenschappen, zijn vrije tijd doorbracht met het schrijven van godvruchtige werken en met het binden van boeken. Zijn werk deed hem kennen als voortreffelijk Latijns dichter en als groot vereerder van de Maagd Maria.

## Publicaties
- Opus super Genesim, Psalterium et Canticum Canticorum, 1440.
- Tractatus deOratione Dominica, carmini eleganti.
- De vera Pace.
- Epistolae  complures.
- Dialogus inter pater et filius spiritualem.
- Vita D. Aegidiii, rythmo dulcissimo.
- De officio Marthae.